# Gambetto Benkő
Il gambetto Benkő o gambetto Volga è un'apertura scacchistica caratterizzata dalle mosse:
1. d4 Cf6
2. c4 c5
3. d5 b5

Esso prende il nome dal grande maestro ungherese, emigrato negli Stati Uniti, Pál Benkő. Nella letteratura russa ed, in generale, non anglofona viene spesso chiamato gambetto Volga perché i primi studi, datati 1946 vennero scritti nella cittadina di Samara che si trova sul corso di tale fiume. Al giorno d'oggi i due termini sono usati come sinonimi.  
Esistono 2 varianti principali del "Gambetto Benkő": "Gambetto Benkő accettato"  e "Gambetto Benkő rifiutato".

## Gambetto Benkő accettato
1.d4 Cf6 2.c4 c5 Se il bianco cattura il pedone in c5, il nero muove la donna in a5 con scacco, riprendendo il pedone e ottenendo la maggioranza pedonale al centro.
Se invece continua con: 3.d5 b5 4.cxb5 a6 5.bxa6, il nero cattura il pedone a6 con l'alfiere, ottenendo ugualmente vantaggio di sviluppo, inoltre avendo delle colonne aperte da sfruttare con le torri.

## Gambetto Benkő rifiutato
Nella prima variante il bianco non permette al nero di avere un vantaggio di sviluppo. Nella seconda, il nero sembra in vantaggio ma solamente per aver sviluppato il cavallo, in realtà sono alla pari, ma il nero ha sacrificato un pedone.
1.d4 Cf6 2.c4 c5 3.d5 b5
Continuazioni: 
1. 4.Cf3 g6 5.cxb5 a6 6.b6
2. 4.cxb5 a6 5.b6 e6

## Strategia
L'obiettivo del Nero in questa apertura è quello di aprire violentemente il gioco sull'ala di donna, anche al prezzo di sacrificare un pedone come nella variante principale 4.cxb5 a6 5.bxa6 Axa6. Il compenso dinamico che il Nero ottiene in questa variante spesso compensa ampiamente il materiale ceduto, tanto che nel tempo il Bianco ha iniziato a giocare sequenze di mosse che portano a non accettare il materiale offerto per ottenere posizioni meno sbilanciate.
Lo sviluppo del Nero prevede 
- il fianchetto dell'alfiere camposcuro che andrà così a premere ulteriormente sull'ala di donna del Bianco dominando la grande diagonale a1-h8
- una struttura di pedoni tesa al controllo delle case nere e al guadagno di spazio sull'ala di donna con pedoni in c5-d6-e7-f7-g6-h7
- sviluppo delle torri sulle colonne 'a' e 'b'
- sviluppo dei cavalli in f6 e d7, con la possibilità per quest'ultimo di salire in c5 previa spinta del pedone c5-c4 (quando possibile) controllando così un grande numero di case chiare sull'ala di donna, in collaborazione con l'alfiere camposcuro che controlla le case scure.

In generale questo sistema può rivelarsi molto velenoso per il Bianco che deve giocare con accortezza ed energia evitando che l'iniziativa del Nero sull'ala di donna si trasformi in un torrente inarrestabile. Il piano del Bianco, vista anche la disposizione dei pedoni del Nero, è quello di riuscire a pervenire alla spinta di rottura e4-e5 e di scatenare un attacco sull'ala di re. Si sviluppa così un gioco basato sull'attacco su ali opposte, molto tattico, con frequenti sacrifici di materiale, dove anche un singolo tempo può decidere le sorti della partita.
Per questo motivo il gambetto Benkő può diventare un'arma temibile in mano a giocatori che amano le posizioni sbilanciate e senza compromessi, ricche di motivi tattici.

## Codici ECO
- A57 1.d4 Cf6 2.c4 c5 3.d5 b5 (varianti minori)
  - A58 1.d4 Cf6 2.c4 c5 3.d5 b5 4.cxb5 a6 5.bxa6 (varianti minori)
    - A59 1.d4 Cf6 2.c4 c5 3.d5 b5 4.cxb5 a6 5.bxa6 Axa6 6.Cc3 d6 7.e4